# Hochwasserschutz

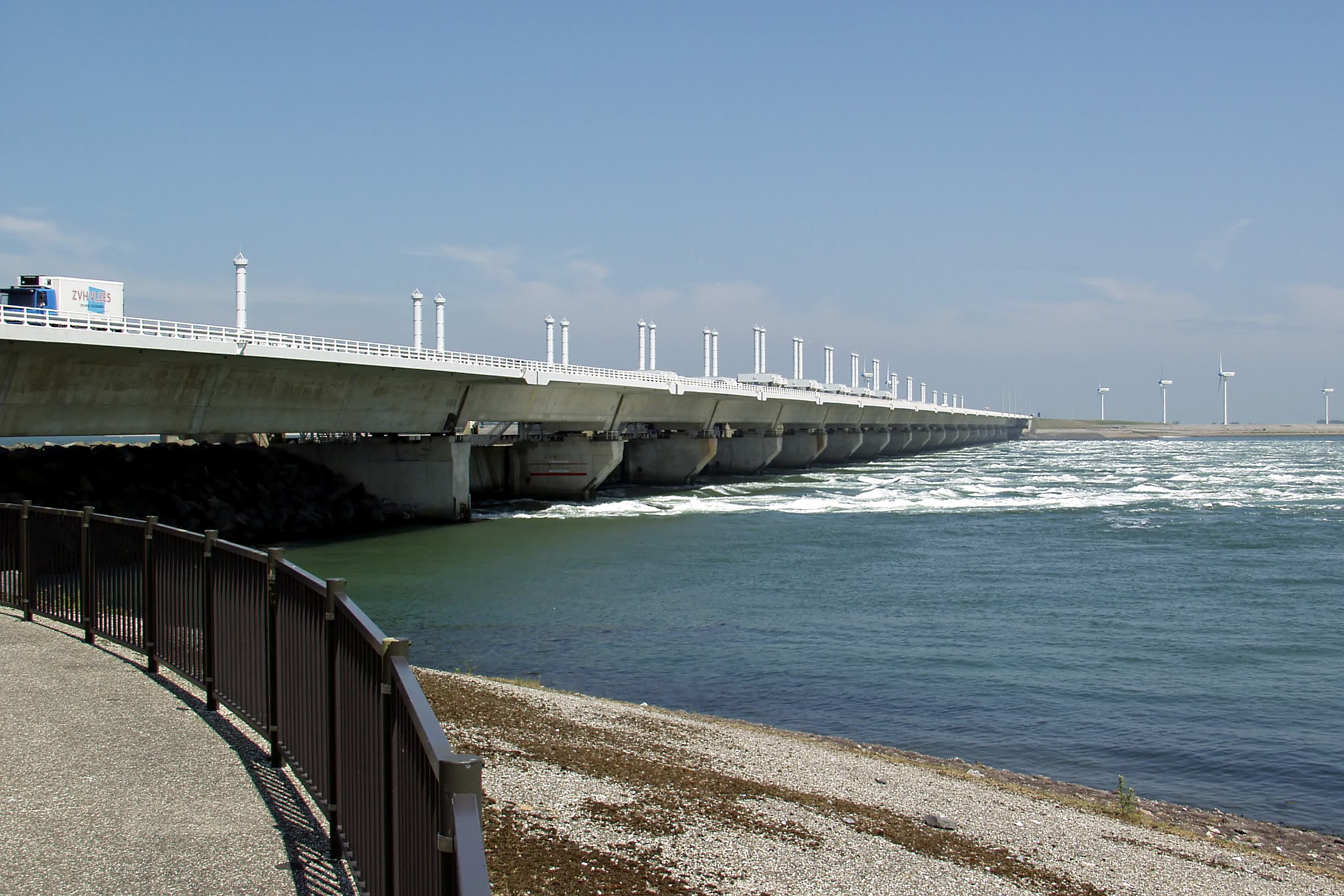
Oosterschelde-Sperrwerk als Teil der Deltawerke, Niederlande

Hochwasserschutz (auch Hochwasservorsorge, selten: Flutschutz) ist die Summe aller präventiven Maßnahmen zum Schutz sowohl der Bevölkerung als auch von Sachgütern vor Hochwasser. Es kann sich hierbei um technische Maßnahmen, natürlichen Rückhalt der Wassermengen und Maßnahmen der weitergehenden Vorsorge handeln („Drei-Säulen-Strategie“).
Mit „Hochwassermanagement“ wird der Begriff des Hochwasserschutzes wesentlich erweitert.

## Technischer Hochwasserschutz

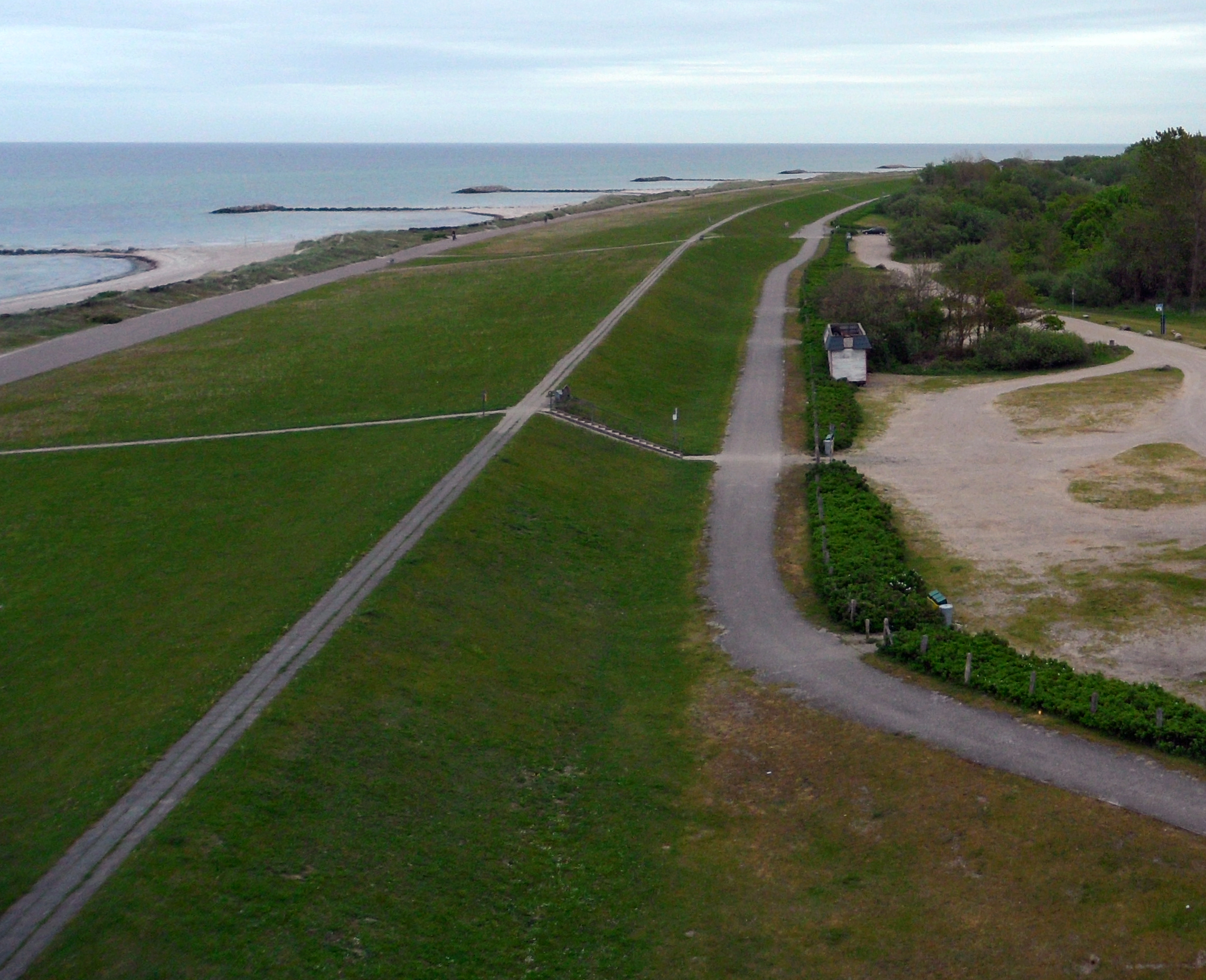
Hochwasserschutz in Form eines Deiches

Der technische Hochwasserschutz setzt sich insbesondere für Fließgewässer im Schwerpunkt aus den Bereichen Rückhaltung und Objektschutz zusammen. Mögliche Instrumente für Rückhaltung sind Hochwasserrückhaltebecken verschiedener Bauarten sowie Überschwemmungsgebiete (sogenannte Polder, regional auch Köge). Diese speichern größere Wassermengen und sind somit in der Lage, die Abflussspitze von Hochwasserwellen zu vermindern.
Maßnahmen zum Objektschutz sind Bauwerke wie Hochwasserdämme (Deiche) entlang des Gewässers, die verhindern, dass Hochwasser beim Ausufern in gefährdete Bereiche wie Siedlungen, Infrastruktur, Industriegebiete o. Ä. eindringen.
Möglichkeiten um Schutz von unmittelbar an Gewässern gelegenen Siedlungsgebieten:
- Flutmauern als stationäre bauliche Anlagen,
- Flutwehre aus massiven Säulen mit seitlichen Nuten, in die im Hochwasserfall Dammbalken oder Tafeln aus Aluminium oder Holz eingeschoben werden können,
- leichte Schutzwände bis zu einer Höhe von 1,6 m aus Stahlstützen, Verspannungen und Plane, die nahe des Einsatzorts oder unmittelbar an Ort und Stelle in einem Bodenkanal gelagert werden,[3]
- Sandsäcke und Schlauchsysteme, die im Falle einer Hochwasserwarnung installiert werden.

Derzeit existiert kein ortsungebunden einsetzbares mobiles Hochwasserschutzsystem, das eine bauaufsichtliche Zulassung besitzt. Gleichwohl haben sich verschiedene Systeme in wissenschaftlichen Untersuchungen sowie im Praxistest bewährt.
Möglichkeiten zum Schutz eines Gebäudes vor Hochwasser:
- erhöhtes Bauen, Erstellung der Bodenoberkante im Erdgeschoss über dem zu erwartenden Hochwasserpegel[4]
- wasserdichte Fenster oder Vorsatzscheiben,
- Nut- oder Eck-Schienen an Fenstern, Türen und anderen Öffnungen, in die Platten oder Tafeln zur Abdichtung Dammbalken geschoben werden können,
- Rückstausicherungen zum Schutz vor dem Eintritt von Wasser durch die Kanalisation.[4]

## Natürlicher Rückhalt

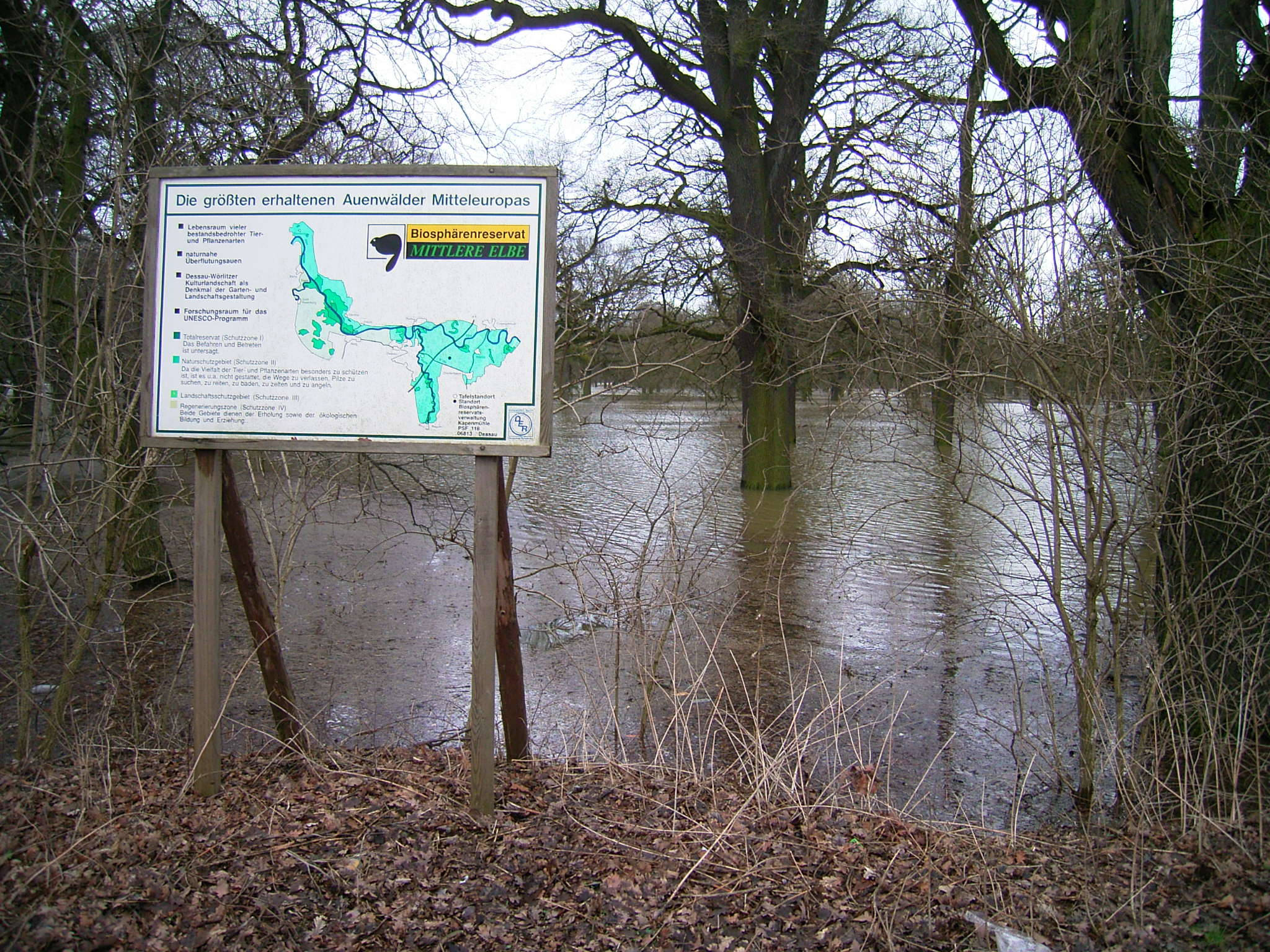
Hochwasser im Biosphärenreservat Mittelelbe

Je nach Größe des Einzugsgebietes eines Gewässers und der Niederschlagsverhältnisse tragen menschliche Landnutzung und Gewässerausbau zu einer Verschärfung der Hochwassersituation durch Erhöhung des Oberflächenabflusses und verringerten Rückhalt in der Aue (natürliche Überflutungsflächen) des Gewässers bei.
Häufig genannt wird Flächenversiegelung als Ursache eines erhöhten Oberflächenabflusses, aber auch die Intensivlandwirtschaft kann einen erheblichen Beitrag zur gesteigerten Abflussbildung leisten. Dass dabei selbst auf ungesättigten Böden Oberflächenabfluss auftritt, ist nicht in der Größe der Porenräume zu begründen, sondern liegt an der Durchlässigkeit der obersten Millimeter der Bodenoberfläche. Dort wird das Bodengefüge bei Regenereignissen durch Verschlämmung oft undurchlässig. Hinzu kommen abflussbeschleunigende Eingriffe in das natürliche Gleichgewicht des Flusssystems wie Uferbefestigungen und Flussbegradigungen.
Insbesondere weiträumige Eindeichungen selbst von landwirtschaftlichen Nutzflächen aber auch Wehre und Staudämme haben ihr Übriges dazu getan, dass in weiten Teilen Europas und Nordamerikas die Auen als natürliche Retentionsräume (natürliche Überflutungsflächen) und komplexe Ökosysteme aus dem Landschaftsbild verschwunden sind.
Durch Anreizmechanismen wie Förderung für extensivere landwirtschaftliche Nutzungskonzepte, Maßnahmen zur Entsiegelung von Flächen, dezentrale Regenwasserbewirtschaftung in Siedlungsgebieten und die Förderung der natürlichen Gewässerentwicklung, z. B. Flussrenaturierung, Deichrückverlegung und Auenvernetzung, wird versucht, den natürlichen Rückhalt wieder zu erhöhen.

## Weitergehende Vorsorge
In diesem Handlungsfeld des Hochwasserschutzes sind alle Maßnahmen zusammengefasst, die der allgemeinen Vorsorge und als organisatorisch-technische Maßnahmen im Hochwasserfall dienen. Hierzu zählen die Einrichtung von Hochwasserwarnzentralen, die offizielle Ausweisung von Überschwemmungsgebieten, um im Vorfeld eine Bebauung gefährdeter Bereiche zu verhindern, sowie die Aufstellung von Notfall- und Katastrophenplänen. Aber auch Wasserkraftwerke können so angelegt werden, dass sie durch ihr Rückstauvermögen einen Hochwasserschutz bieten.

## Schutzziel

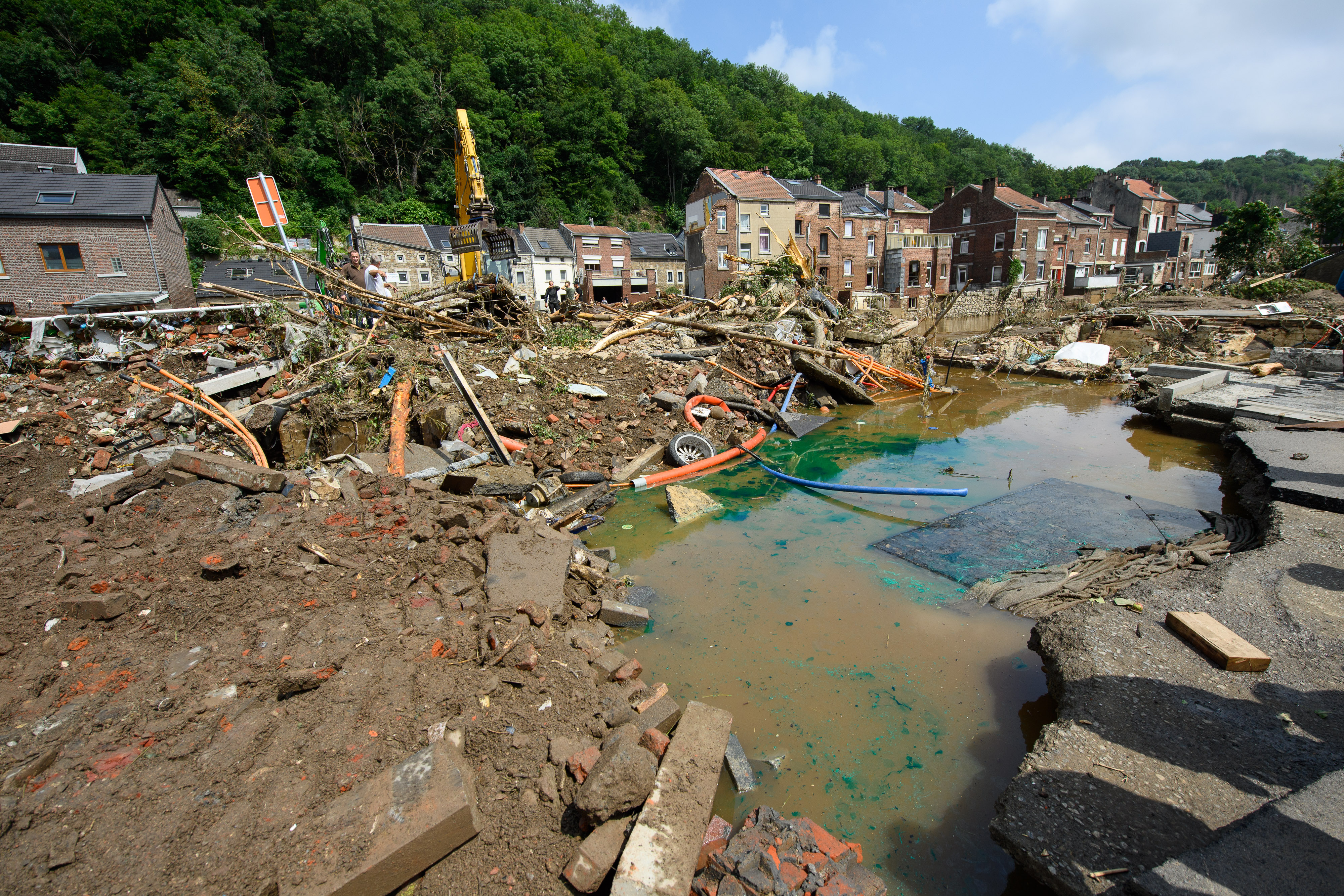
Hochwasser in West- und Mitteleuropa 2021. Schadensbild im belgischen Pepinster

Die Ausmaße von Hochwassern werden nach ihrer sog. Jährlichkeit eingeteilt, die dem statistischen Wiederkehrintervall entspricht. Dies bedeutet, dass z. B. ein 100-jährliches Hochwasserereignis (Jahrhunderthochwasser, HQ100) im statistischen Mittel alle 100 Jahre wiederkommt. Das schließt aber nicht aus, dass in zwei aufeinanderfolgenden Jahren sich ein solches Hochwasser ereignet. Schutzziele für verschiedene Bereiche werden gemäß diesen Wiederkehrintervallen definiert. Für größere, bebaute Areale ist im Allgemeinen das 100-jährliche Wiederkehrintervall maßgebend. Für kleinere Siedlungen und Einzelobjekte geht man zwischenzeitlich oft dazu über, das Schutzziel in Abhängigkeit vom Schadenspotential zu definieren, so dass die Kosten für Schutzmaßnahmen nicht über dem potentiellen Schaden liegen. Ein häufiger Richtwert ist das HQ30.
Hauptziel bleibt aber weiterhin der Schutz von Leib und Leben gegen die Auswirkungen von Hochwasserereignissen. Nach dem Zweiten Weltkrieg wurden in vielen Gegenden Deutschlands auch landwirtschaftliche Flächen gegen Hochwasser mit einem Wiederkehrintervall von 5–10 Jahren geschützt. Von dieser Praktik wird aber seit geraumer Zeit Abstand genommen und ältere Anlagen rückgebaut.

### Schweiz
In der Schweiz werden nebst großräumigen Hochwasserschutzmaßnahmen in Form von Dammbauten und Renaturierungen insbesondere Objektschutzmaßnahmen gefördert. In zwölf Kantonen mit staatlichen Gebäudeversicherungsanstalten werden bei freiwillig getroffenen Schutzmaßnahmen an bestehenden Gebäuden Beitragszahlungen gewährt. Je nach Kanton können diese Beträge bis zu 50 % der Anschaffungskosten erreichen. In Gebieten, wo zum Zeitpunkt der Erstellung eines Neubaus bereits eine Gefahrenkarte bestanden hat, werden keine Subventionen gewährt. Hier stellen sich die Gebäudeversicherungen auf den Standpunkt, dass diese Anschaffungen in den Baukosten einzurechnen sind.
Im Jahr 2016 lebten in der Schweiz 1,8 Millionen Menschen in Hochwassergefährdeten Gebieten. Die von Hochwassern bedrohten Sachwerte beliefen sich auf 840 Milliarden Franken.
Innert 15 Jahren wurden bis 2024 von Bund, Kantonen und Gemeinden rund 4,5 Milliarden Schweizer Franken für Hochwasserschutz ausgegeben.
Nach dem Auftrag des Bundesrates im Jahr 2007 wurde das Naturgefahrenportal des Bundes eingeführt.

### Niederlande
Das Parlament der Niederlande hat nach der verheerenden Flutkatastrophe von 1953, als große Teile des Landes unter Wasser standen, festgelegt, dass ein Schutz gegen Hochwasser entlang der Küste erreicht werden muss, der Ereignisse mit einer Wahrscheinlichkeit von 1:4000 in Zeeland und Friesland und bis 1:10.000 in Nord- und Südholland abdeckt. Später wurde ein Schutzniveau von 1:1250 für Flüsse beschlossen. Dem Beschluss folgten gründliche, wissenschaftliche Untersuchungen und mit dem Deltaplan ein technisch und finanziell aufwendiges Sicherungsprogramm. Das festgelegte Schutzniveau wurde 30 Jahre später, mit dem Abschluss der großen Küstenbauwerke, überall erreicht. Zurzeit prüfen die Niederlande, ob durch den Klimawandel, nämlich Klimaerwärmung und/oder vermehrte Klimaextreme, die früheren Einschätzungen der Hochwasserdimension nach oben angepasst werden müssen. Dann soll der Schutz weiter verstärkt werden. Am 1. Januar 2017 wurden die neuen Schutzniveaus beschlossen.

### USA
In den USA wurde der Hochwasserschutz vom dafür zuständigen US Army Corps of Engineers auf das Niveau eines 230-jährlichen Hochwassers festgelegt. Dieses Niveau ist auch gewährleistet, jedoch hat die Überflutung von New Orleans zu der Erkenntnis geführt, dass dieses Schutzniveau nicht ausreicht.

### Österreich

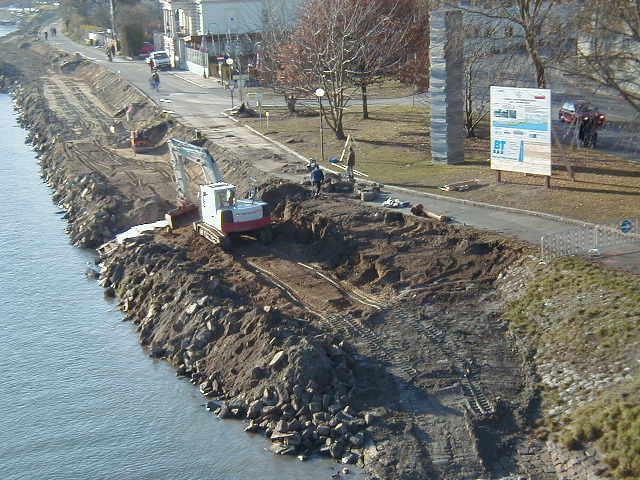
Bau des Hochwasserschutzdammes in Linz-Urfahr, der nach dem Hochwasser von 2002 allgemein gefordert wurde

In Österreich werden folgende Schutzziele angestrebt:
- HQ30 Untergeordnete Objekte
- HQ100 Standardschutz
- HQ150 Ausbaugrad Wildbach (Wildbachverbauung)

Darüber hinausgehende Schutzgrade werden bei besonderer Schutzerfordernis (z. B. für die Stadt Wien) angestrebt. So wurde das Schutzniveau beim verbesserten Donau-Hochwasserschutz für Wien von 10.000 m³/s auf 14.000 m³/s (Bemessungswassermenge/Projekthochwassermenge) angehoben. Wesentliche Bestandteile des verbesserten Donau-Hochwasserschutzes für Wien sind die Erhöhung des Marchfeldschutzdammes (Bauabschluss: 2012) und der Hafenumschließung Albern (Baubeginn: 2015).
Bei allen Hochwasserschutzmaßnahmen ist jedoch zu beachten, dass stets ein Restrisiko besteht (Anlageversagen, Überschreitung des Bemessungshochwassers).
Ab 2005 werden Autoparkflächen – etwa bei Lebensmitteldiskontern – mit integrierten Versickerungsgräben errichtet, die das Grundwasser speisen, die Kanalisation nicht belasten und in Folge eine gewisse Quelle von Hochwasser reduzieren. Nachdem 2012 bei einem Donauhochwasser in der linksufrigen Au bei Tulln hunderte Stück Wild an einem Wildsperrzaun der Schnellstraße S5 zu Tode gekommen sind, sollen ab 2016 hier 44 Wildrettungshügel von sechs Meter Höhe errichtet werden.

### Deutschland

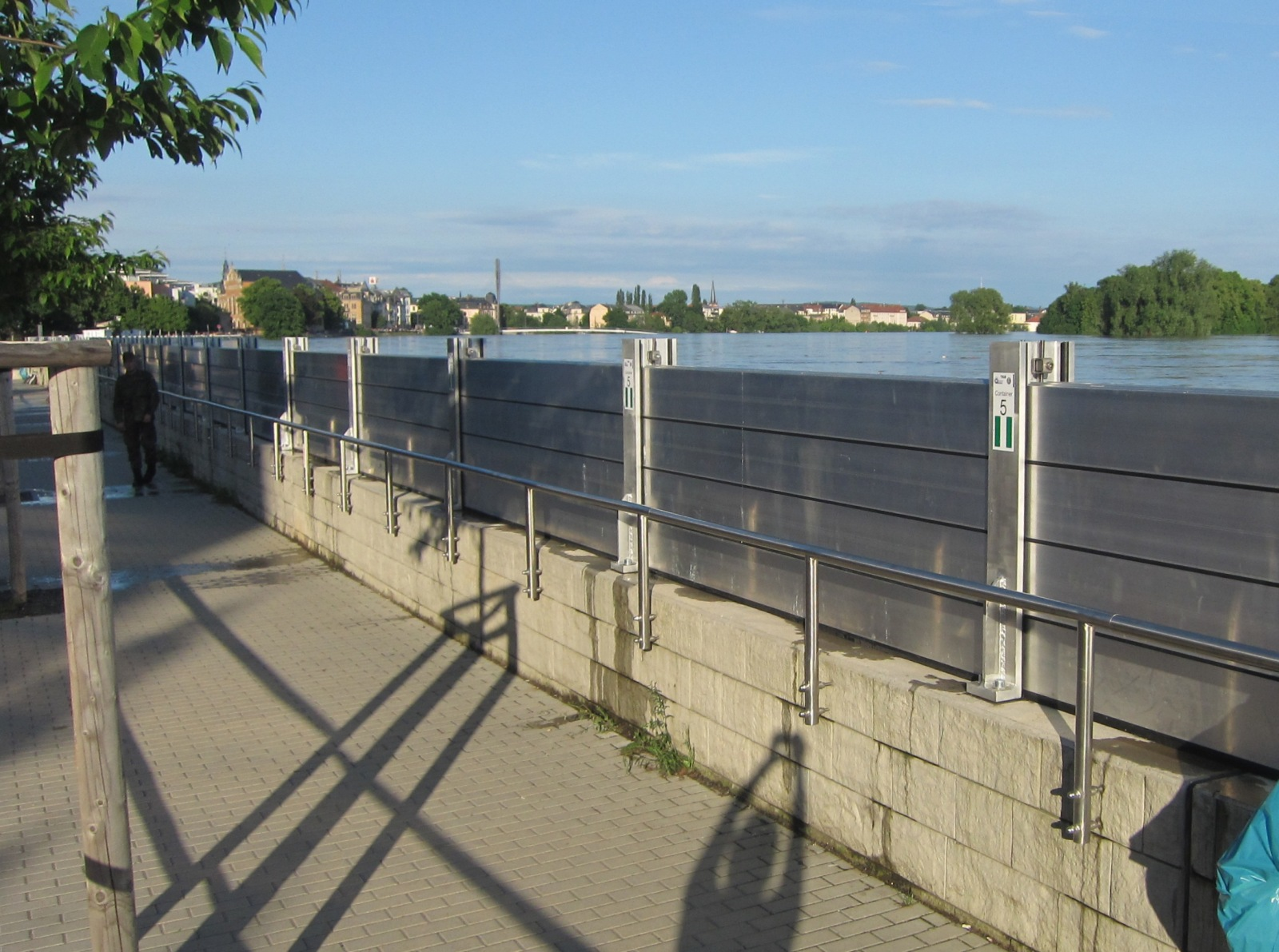
Mobile Hochwasserschutzwand aus einer Aluminiumlegierung (Dresden 2013)

In Deutschland schreibt das Wasserhaushaltsgesetz vor, Flächen, die statistisch gesehen einmal in hundert Jahren überschwemmt werden können, als Überschwemmungsgebiete in amtlichen Karten auszuweisen und in die Bauleitplanung zu übernehmen. In solchen Überschwemmungsgebieten werden nach den Landesgesetzen oder Gemeindesatzungen weitere Vorschriften erlassen. So muss zum Beispiel bei Eingriffen die zuständige Wasserbehörde konsultiert werden. Die Bauleitplanung oder die Wasserbehörde kann Maßnahmen wie Gebäudeerweiterung oder Aufforstung auch auf privaten Grundstücken verbieten. Hochwassergefährdete Flächen (HQ > 100, z. B. Versagen eines Deiches) sind in Deutschland ebenfalls zu kennzeichnen. Die Kommune ist angehalten, die Bevölkerung auf diese Gefahren hinzuweisen, damit eine private Vorsorge ermöglicht wird. Um Gefahren von Bauwerken abzuwenden, besteht für Bauherren jedoch keine Verpflichtung zu technischen Nachweisen aus Hochwasserlasten. Vergleichbare bindende Vorschriften im Zuge einer Baugenehmigung, ähnlich zur Prävention gegen Gefahren aus Windlasten, werden nicht angewendet. Private ingenieurtechnische Nachweise beschränken sich auf die Ermittlung zu erwartender Wasserstände und Fließgeschwindigkeiten zu einem größten zu erwartenden Hochwasser in einem Zeitraum von einhundert Jahren. Die Einstauhöhen und Anströmungsgeschwindigkeiten aus Wasserlasten auf ein Bauwerk sind Bemessungsgrundlage für hochwassersicheres Planen und Bauen.
Gesetzliche Vorschriften über das Schutzniveau gibt es nicht. Es gibt lediglich ein Urteil des Bundesgerichtshofs, dass Hauseigentümer bei Flutschäden einen Amtshaftungsanspruch gegen den Träger des Hochwasserschutzes haben, wenn der Schutz nicht wenigstens gegen ein 50-jährliches Hochwasser gewährleistet ist. Dieser Mindestschutz ist (auch wegen dieser Rechtsprechung) weitgehend erreicht.
Am Oberrhein bis Basel besteht ein Schutz gegen ein 100-jährliches Hochwasser. Im Oberrheingraben bestand früher ein Schutz gegen ein 200-jährliches Hochwasser. Aufgrund des Ausbaues des Oberrheins durch Frankreich gingen aber riesige Auen entlang des früheren natürlichen Flusslaufes verloren. Daher benötigt eine Flutwelle von Basel bis Mannheim zur Mündung des Neckars statt ca. 72 nur ca. 36 Stunden, so dass die Überlagerung mit der Flutwelle aus dem Neckar bei großflächigen schweren Regenfällen möglich ist. Das Schutzniveau ist abgesunken auf ein 100-jährliches Hochwasser, das 1999 beinahe erreicht wurde. Es wurde daher 1982 in einem Vertrag zwischen Frankreich, dem Bund und den Bundesländern Baden-Württemberg, Rheinland-Pfalz und Hessen beschlossen, das Schutzniveau durch Deicherhöhungen, Deichverstärkungen und Bau von Poldern wieder auf ein 200-jährliches Hochwasser anzuheben (Integriertes Rheinprogramm). Das Programm soll bis 2019 abgeschlossen sein, stockt aber teilweise aus rechtlichen, teilweise aus finanziellen Gründen. Zuständig für die Koordination der Hochwasserschutzmaßnahmen am Oberrhein ist die Ständige Kommission. Für die Forschung und für den Umweltschutz der Rheinanlieger ist die „Internationale Kommission zum Schutz des Rheins“ (IKSR) zuständig. Die IKSR hat einen Hochwasseratlas Rhein herausgegeben, der die wesentlichen Erkenntnisse enthält und bisher angestrebte Schutzziele definiert. Der Atlas markiert alle Gebiete, die bei einem 200-jährlichen Hochwasser überflutet würden.
Vor dem Hintergrund der globalen Erwärmung und der veralteten Klimadaten (Berechnungsgrundlagen) wird auch z. B. in Sachsen inzwischen angestrebt, Durchflussmengen von HQ200 schadlos ableiten zu können.
Bei einem starken Hochwasser in Süd- und Ostdeutschland im Mai/Juni 2013 zeigte sich, dass die nach dem Augusthochwasser 2002 (Elbehochwasser 2002, Donauhochwasser 2002) getroffenen Maßnahmen wirksam sind.
Bayern hat seit 2001 etwa 1,6 Milliarden Euro für Hochwasserschutz ausgegeben bzw. investiert; bis zum Jahr 2020 sind weitere 700 Mio. Euro eingeplant.
Etwa 400.000 Menschen wurden laut Bayerisches Landesamt für Umwelt (LfU) seitdem zusätzlich geschützt. Deiche wurden auf 420 Kilometer saniert; rund 760 Kilometer Gewässerstrecken wurden renaturiert. Das LfU betreibt auch den Hochwassernachrichtendienst Bayern.
Das Gesetz zur weiteren Verbesserung des Hochwasserschutzes und zur Vereinfachung des Hochwasserschutzes  (Hochwasserschutzgesetz II) der Bundesrepublik Deutschland ist 2017 in Kraft getreten.

## Auswirkungen des Klimawandels
Mit dem Klimawandel sind ein fortlaufender und beschleunigter Anstieg des Meeresspiegels sowie eine Änderung von Niederschlagsmustern (Flusshochwasser) zu erwarten. Das Bundesministerium für Umwelt, Naturschutz, nukleare Sicherheit und Verbrauchersicherheit veröffentlicht auf ihrer Internetseite keine Prognosezeiträume. Allein eine Wiederholung der drei Schritte des Hochwasserrisikomanagements sind alle sechs Jahre zu überprüfen und erforderlichenfalls fortzuschreiben.
Im Fünften Sachstandsbericht des IPCC werden vier Szenarien ausgewiesen, die als RCP2.6, RCP4.5, RCP6.0 und RCP8.5 bezeichnet werden. RCP8.5 entspricht einem „Weiter-so-wie-bisher“-Szenario (sog. Baseline). Vor dem Hintergrund des IPCC-Sonderberichts von September 2019 war zu überprüfen, ob eine Anpassung des bisherigen Vorsorgemaßes erforderlich ist. Als Ergebnis haben sich Bund und Küstenländer im ersten Schritt darauf verständigt, für vorsorgliche Planungen das RCP8.5-Klimaszenario, das die höchsten Anpassungserfordernisse mit sich bringt, zu nutzen. Im Sonderbericht wird für das Szenario RCP8.5 von einer wahrscheinlichen Bandbreite des Meeresspiegelanstieges von 0,61 m bis 1,10 m mit einem Median von 0,84 m zwischen dem Jahr 2000 und dem Jahr 2100 ausgegangen.

## Besondere Bauwerke
Deutschland:

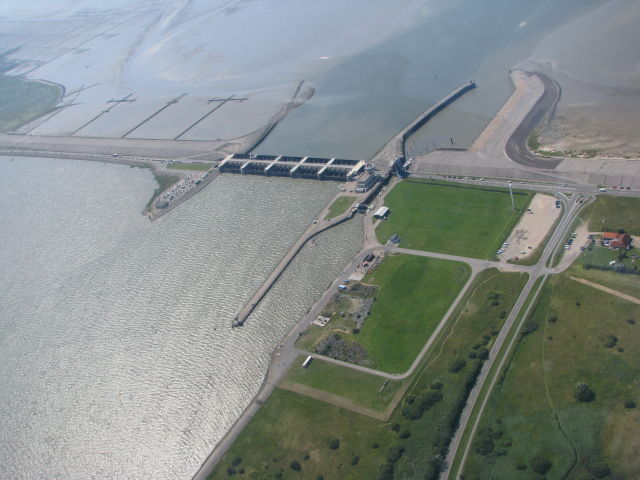
Luftaufnahme des Eidersperrwerk von der Landseite

- Der Hochwasserschutzdeich Neuwied am Mittelrhein, erbaut in den Jahren 1928 bis 1931
- Eidersperrwerk bei Tönning
- Emssperrwerk bei Gandersum
- Huntesperrwerk bei Elsfleth
- Ledasperrwerk bei Leer (Ostfriesland)
- Lesumsperrwerk zwischen Bremen-Grohn und Bremen-Burglesum
- Ochtumsperrwerk bei Lemwerder
- Störsperrwerk bei Wewelsfleth
- Ostesperrwerk zwischen Balje und Neuhaus (Oste)
- Sylvensteinspeicher
- Pretziener Wehr bei Magdeburg
- Bremen Hochwasserschutz Stadtstrecke[15]

Österreich:
- Donauinsel – Wiener Donauregulierung, durchgeführt 1870–1875 und 1972–1988
- Machlanddamm, erbaut in den Jahren 2009 bis 2012

England:
- Thames Barrier

Italien:
- Stauwerk MOdulo Sperimentale Elettromeccanico (MO.S.E.) in der Lagune von Venedig, die drei Hochwassertore der Lagune zur Adria